# Niceforonia
Genre
Niceforonia est un genre d'amphibiens de la famille des Craugastoridae.

## Répartition
Les 3 espèces de ce genre sont endémiques de Colombie.

## Liste d'espèces
Selon Amphibian Species of the World (15 octobre 2013) :
- Niceforonia adenobrachia (Ardila-Robayo, Ruiz-Carranza & Barrera-Rodriguez, 1996)
- Niceforonia columbiana (Werner, 1899)
- Niceforonia nana Goin & Cochran, 1963

## Étymologie
Ce genre est nommé en l'honneur d'Hermano Nicéforo María.

## Publication originale
- Goin & Cochran, 1963 : Two new genera of leptodactylid frogs from Colombia. Proceedings of the California Academy of Sciences, sér. 4, vol. 31, p. 499-505 (texte intégral).